# Chris Willis
Christopher Willis (Dayton, Estados Unidos, 26 de febrero de 1969), más conocido como Chris Willis, es un cantante, compositor y productor de Estados Unidos. Aunque inició su carrera como cantante de gospel, más tarde recibió atención internacional por sus colaboraciones con el artista de música house David Guetta; destacándose las canciones Just A Little More Love, Love Don't Let Me Go, Love Is Gone, Everytime We Touch, Tomorrow Can Wait, Gettin' Over You.
Como solista sobresale el sencillo "Louder (Put Your Hands Up)" el cual alcanzó el primer puesto en el Hot Dance Club Songs de los Estados Unidos. En 2011 lanzó el sencillo "Too Much In Love" que contiene elementos de Are You Gonna Go My Way de Lenny Kravitz. Un EP que contiene ocho canciones titulado "Premium - Songs from the Love Ship, Vol. 1" fue lanzado el 29 de noviembre de 2011 y cuenta con varios de sus singles en solitario.
Durante su carrera como cantante de gospel, Chris Willis fue nominado como mejor cantante de R&B durante los premios de Nashville en 1996.
Durante unas vacaciones en París, conoce a David Guetta y desde entonces ha puesto su voz y coescrito en la mayoría de las canciones de David Guetta. Reside actualmente en Atlanta, Georgia.

## Discografía

### Álbumes
- 2006: “Chris Willis”.
- 2011: “Premium - Songs from the Love Ship, Vol. 1”
- 2011: “Inside Voice”[4]

### Sencillos
Como solista
| Año  | Título                        | Mejores posiciones en listas | Mejores posiciones en listas | Álbum                              |
| Año  | Título                        | Hot Dance                    | BEL (Fla)                    | Álbum                              |
| ---- | ----------------------------- | ---------------------------- | ---------------------------- | ---------------------------------- |
| 2006 | «My Freedom»                  | 25                           | —                            | Sencillo sin álbum                 |
| 2006 | «Out Of My Hands».            | —                            | —                            | Chris Willis                       |
| 2010 | «Louder (Put Your Hands Up)». | 1                            | 27                           | Premium - Songs from the Love Ship |
| 2011 | «Too Much In Love».           | 4                            | —                            | Premium - Songs from the Love Ship |

### Colaboraciones
| Año  | Sencillo                                                                      | Mayor posición | Mayor posición | Mayor posición | Mayor posición | Mayor posición | Mayor posición | Mayor posición | Mayor posición | Mayor posición | Mayor posición | Álbum                            |
| Año  | Sencillo                                                                      | EE. UU.        | EE. UU. Dance  | UK             | FRA            | ITA            | BEL            | SUI            | HOL            | AUS            | SWE            | Álbum                            |
| ---- | ----------------------------------------------------------------------------- | -------------- | -------------- | -------------- | -------------- | -------------- | -------------- | -------------- | -------------- | -------------- | -------------- | -------------------------------- |
| Año  | Sencillo                                                                      | EE. UU.        | EE. UU. Dance  | UK             | FRA            | ITA            | BEL            | SUI            | HOL            | AUS            | SWE            |                                  |
| 2001 | «Supersonic» (de Billyweb)                                                    | —              | —              | —              | —              | —              | —              | —              | —              | —              | —              |                                  |
| 2001 | «Just a Little More Love» (de David Guetta)                                   | —              | —              | 19             | 29             | —              | —              | 59             | 38             | —              | —              | Just a Little More Love          |
| 2002 | «Love Don't Let Me Go» (de David Guetta)                                      | —              | —              | 46             | 4              | —              | —              | 13             | 19             | —              | —              | Just a Little More Love          |
| 2002 | «People Come, People Go» (de David Guetta)                                    | —              | —              | —              | 42             | —              | —              | 54             | —              | —              | —              | Just a Little More Love          |
| 2004 | «Money» (de David Guetta con Moné)                                            | —              | —              | —              | 63             | —              | —              | 52             | —              | —              | —              | Guetta Blaster                   |
| 2004 | «Stay» (de David Guetta)                                                      | —              | —              | —              | 18             | —              | —              | 82             | —              | —              | —              | Guetta Blaster                   |
| 2006 | «Love Don't Let Me Go (Walking Away)» (de David Guetta y The Egg)             | —              | —              | 3              | 11             | 14             | 42             | 19             | 43             | 32             | 25             | Fuck Me I'm Famous International |
| 2007 | «Love Is Gone» (de David Guetta)                                              | 98             | —              | 9              | 3              | 32             | 9              | 11             | 14             | —              | 9              | Pop Life                         |
| 2007 | «Give It All You Got» (de Ultra Naté)                                         | —              | 1              | —              | —              | —              | —              | —              | —              | —              | —              | Grime, Silk, & Thunder           |
| 2008 | «Tomorrow Can Wait» (de David Guetta con Tocadisco)                           | —              | —              | —              | 8              | —              | —              | 44             | 21             | —              | —              | Pop Life                         |
| 2008 | «Everytime We Touch» (de David Guetta con Steve Angello y Sebastian Ingrosso) | —              | —              | 68             | —              | —              | —              | —              | 19             | —              | —              | Pop Life                         |
| 2009 | «Roll Wit It» (de Marc Mysterio)                                              | —              | —              | —              | —              | —              | —              | —              | —              | —              | —              |                                  |
| 2009 | «Gettin' Over» (de David Guetta)                                              | —              | —              | 41             | —              | —              | —              | —              | —              | —              | —              | One Love                         |
| 2009 | «Sound Of Letting Go» (de David Guetta)                                       | —              | —              | —              | —              | —              | —              | —              | —              | —              | —              | One Love                         |
| 2010 | «Gettin' Over You» (de David Guetta con Fergie & LMFAO)                       | 31             | 1              | 1              | 1              | 3              | 15             | 14             | 47             | 5              | 28             | One Love                         |
| 2012 | «My DJ Rock Superstar» (de Nicola Fasano)                                     | —              | —              | —              | —              | —              | —              | —              | —              | —              | —              |                                  |
| 2012 | «So Beautiful» (de Djerem)                                                    | —              | —              | —              | —              | —              | —              | —              | —              | —              | —              |                                  |
| 2013 | «Party 2 Daylight» (de Global Deejays)                                        | —              | —              | —              | —              | —              | —              | —              | —              | —              | —              |                                  |
| 2013 | «Magnet» (de Hook N Sling)                                                    | —              | —              | —              | —              | —              | —              | —              | —              | —              | —              |                                  |
| 2013 | «No One can Replace you» (de Purple Aura con Akon)                            | —              | —              | —              | —              | —              | —              | —              | —              | —              | —              |                                  |
| 2013 | «People (Feel The Love)» (de OtherView)                                       | —              | —              | —              | —              | —              | —              | —              | —              | —              | —              |                                  |
| 2016 | «Would I Lie To You» (de David Guetta & Cedric Gervais)                       | —              | —              | —              | —              | —              | —              | —              | —              | —              | —              |                                  |
| 2020 | «Warriors of the Night» (de Colin Crooks & Rob Styles)                        | —              | —              | —              | —              | —              | —              | —              | —              | —              | —              |                                  |
| 2021 | «Not Afraid» (de Marc Benjamin)                                               | —              | —              | —              | —              | —              | —              | —              | —              | —              | —              |                                  |
| 2022 | «Work It Harder» (de Zight & Maximals)                                        | —              | —              | —              | —              | —              | —              | —              | —              | —              | —              |                                  |